# 왈리드 알리 시암
왈리드 알리 시암(아랍어: وليد علي صيام, 영어: Walid Ali Siyam, 1955년 6월 1일~)는 팔레스타인의 외교관이다. 현재 주일본 팔레스타인 대표부 대사 및 주일 아랍 외교단장을 맡고 있다.

## 생애
1955년 레바논 베이루트에서 태어났다. 1996년부터 팔레스타인 국제협력기획부 및 외교부에서 근무를 시작하였으며, 주로 일본과 팔레스타인 양자 관계를 관리하는 역할을 맡았다. 1999년에 주한 팔레스타인 겸임 대사로 임명되었으며, 2003년부터 주일 팔레스타인 대표부 대사로 근무하고 있다.

## 경력
- 팔레스타인 국제협력기획부 북아메리카국, 지원협력국, 세계은행국 국장
- 팔레스타인 국제협력기획부 일본아시아국 국장
- 주한 팔레스타인 겸임 대사
- 팔레스타인 외교부 일본아시아국 국장
- 주일본 팔레스타인 대표부 대사[3]